# 伊東昭光
伊東 昭光（いとう あきみつ、1963年4月2日 - ）は、東京都江戸川区出身の元プロ野球選手（投手、右投右打）・コーチ・二軍監督。長男はサッカー選手の伊東駿多。
2014年から2015年まで東京ヤクルトスワローズの二軍監督を務め、現在は東京ヤクルトスワローズ編成部長。
ロサンゼルスオリンピック野球の金メダリスト。

## 経歴

### プロ入り前
中学時代リトルリーグの全日本のエースとしてアメリカに遠征。帝京高校2年春（1980年）の第52回選抜高等学校野球大会では決勝戦まで勝ち進み、決勝戦では中西清起がエースの高知商業と対戦するが敗北して準優勝に終わる。優勝候補に挙げられた夏の東東京大会は準決勝まで進むも、早稲田実業との準決勝で1年生エースの荒木大輔に3安打で完封され、0対4で敗れて甲子園への出場を逃した。試合後に「こんな姿で三年生を卒業させてしまうなんて、本当に申し訳なくて‥」と号泣した。タレントの石橋貴明は野球部の2年先輩である。
社会人野球は本田技研に在籍。1984年にエースとしてロサンゼルスオリンピック野球日本代表に参加し、金メダルを獲得する。1985年の日本選手権では本田技研の初優勝に貢献し、自身は4試合で完投し、防御率0.79の好成績を残し、MVPを獲得。

### プロ入り後
1985年のドラフト会議で阪急、ロッテ、ヤクルトの3球団から1位指名され、抽選の結果ヤクルトスワローズ入団へ至った。担当スカウトは片岡宏雄で、背番号は18。
1986年から一軍の先発ローテーションに入る。
1987年には、一軍公式戦でチームトップの14勝を挙げた。
1988年には、故障の高野光に代わってクローザーに抜擢されると、この年開場した東京ドームでの開幕戦で一軍初セーブを記録した。以降は、オール救援で18勝を挙げるとともに、オールスターゲームへ出場。シーズン終了時点で規定投球回数を下回っていたが、規定投球回数を上回った小野和幸（中日ドラゴンズ）と共に、セントラル・リーグ最多勝利のタイトルを獲得した。規定投球回数未到達で0先発の投手がこのタイトルを獲得するのは、同リーグ史上初めて。規定投球回数に到達した投手と未到達の投手が、同じタイトルを獲得することも異例であった。
1989年は先発へ復帰。自宅の階段で転倒して足を骨折した。
1990年も、右肩の故障で未勝利に終わった。
1991年には、プロ入り後初めて、一軍公式戦への登板がなかった。
1992年に7勝を挙げて復活。10月10日の対阪神タイガース戦（阪神甲子園球場）でチームのリーグ優勝をマウンド上で迎えたほか、シーズン終了後にカムバック賞を受賞した。日本シリーズでは第2戦、第3戦、第5戦、第6戦に登板。ロングリリーフを見事にこなし、2勝を挙げた。
1993年には、チームトップの13勝を挙げて、チームのリーグ連覇と15年ぶりの日本シリーズ制覇に貢献した。
1994年は先発ローテーション入りするも、安定感に欠いた。
1995年以降は、先発と救援の役割を兼ねながら、一軍の投手陣を支え続けた。
1996年5月17日の対読売ジャイアンツ戦で、吉村禎章の打球を利き腕の右手で止めた際に骨折（記録は併殺）。全治2か月と診断されたため、戦線離脱を余儀なくされた。さらに、骨折の影響で右手の握力が著しく低下。
1998年限りで現役を引退した。

### 現役引退後
現役引退後、ヤクルト二軍投手コーチ（1999年 - 2000年）・一軍投手コーチ（2001年 - 2005年）・ヘッド兼投手コーチ（2006年 - 2007年）を歴任。2006年からは、一軍ヘッド兼投手コーチとして、選手兼任監督の古田敦也を支えた。
2008年から球団の編成部員に転身した。
2011年に、二軍投手コーチとして現場に復帰した。
2013年のイースタン・リーグ優勝に貢献する。
2014年から二軍監督に就任。
2015年には、シーズン中の6月29日に開催された「侍ジャパン大学日本代表 対 NPB選抜」で、NPB選抜チームのコーチを務めたが、シーズン終了後に二軍監督を退任した。
二軍監督の退任直後には、一軍投手コーチ時代の主力打者だったアレックス・ラミレス横浜DeNAベイスターズ一軍監督が、伊東を一軍投手コーチに招くことを希望していた。しかし、伊東自身はヤクルト球団に在籍したまま、編成部へ6年ぶりに復帰。
2016年からは、「編成グループチーフ」という肩書でプロスカウトを務める。
2017年シーズンまで編成のトップであった小川淳司SDが2018年シーズンから監督に復帰するのに伴い、編成のトップである編成部長に就任した。

## 詳細情報

### 年度別投手成績
| 年 度      | 球 団      | 登 板 | 先 発 | 完 投 | 完 封 | 無 四 球 | 勝 利 | 敗 戦 | セ 丨 ブ | ホ 丨 ル ド | 勝 率 | 打 者 | 投 球 回 | 被 安 打 | 被 本 塁 打 | 与 四 球 | 敬 遠 | 与 死 球 | 奪 三 振 | 暴 投 | ボ 丨 ク | 失 点 | 自 責 点 | 防 御 率 | W H I P |
| ---------- | ---------- | ----- | ----- | ----- | ----- | -------- | ----- | ----- | -------- | ----------- | ----- | ----- | -------- | -------- | ----------- | -------- | ----- | -------- | -------- | ----- | -------- | ----- | -------- | -------- | ------- |
| 1986       | ヤクルト   | 34    | 17    | 2     | 0     | 0        | 4     | 11    | 0        | --          | .267  | 534   | 125.0    | 136      | 17          | 34       | 3     | 5        | 72       | 0     | 0        | 63    | 57       | 4.10     | 1.36    |
| 1987       | ヤクルト   | 31    | 31    | 6     | 1     | 1        | 14    | 11    | 0        | --          | .560  | 842   | 196.0    | 211      | 26          | 58       | 5     | 6        | 87       | 1     | 1        | 103   | 93       | 4.27     | 1.37    |
| 1988       | ヤクルト   | 55    | 0     | 0     | 0     | 0        | 18    | 9     | 17       | --          | .667  | 509   | 122.2    | 120      | 10          | 25       | 3     | 4        | 72       | 4     | 0        | 46    | 43       | 3.15     | 1.18    |
| 1989       | ヤクルト   | 22    | 14    | 2     | 1     | 1        | 4     | 11    | 1        | --          | .267  | 468   | 101.2    | 126      | 9           | 43       | 7     | 3        | 43       | 1     | 0        | 66    | 57       | 5.05     | 1.66    |
| 1990       | ヤクルト   | 3     | 1     | 0     | 0     | 0        | 0     | 2     | 0        | --          | .000  | 45    | 9.1      | 13       | 3           | 5        | 0     | 1        | 5        | 0     | 0        | 8     | 8        | 7.71     | 1.93    |
| 1992       | ヤクルト   | 29    | 20    | 5     | 1     | 1        | 7     | 5     | 1        | --          | .583  | 594   | 146.0    | 130      | 15          | 44       | 2     | 4        | 85       | 0     | 0        | 52    | 45       | 2.77     | 1.19    |
| 1993       | ヤクルト   | 26    | 23    | 8     | 1     | 3        | 13    | 4     | 2        | --          | .765  | 721   | 173.2    | 162      | 20          | 45       | 1     | 6        | 94       | 2     | 0        | 69    | 60       | 3.11     | 1.19    |
| 1994       | ヤクルト   | 29    | 25    | 2     | 1     | 0        | 8     | 10    | 0        | --          | .444  | 701   | 155.2    | 176      | 20          | 70       | 5     | 7        | 73       | 2     | 0        | 92    | 84       | 4.86     | 1.58    |
| 1995       | ヤクルト   | 34    | 13    | 2     | 0     | 0        | 10    | 8     | 0        | --          | .556  | 434   | 100.2    | 109      | 16          | 30       | 2     | 2        | 38       | 1     | 0        | 55    | 49       | 4.38     | 1.38    |
| 1996       | ヤクルト   | 22    | 8     | 0     | 0     | 0        | 3     | 2     | 0        | --          | .600  | 319   | 72.2     | 76       | 9           | 28       | 1     | 4        | 27       | 1     | 0        | 39    | 39       | 4.83     | 1.43    |
| 1997       | ヤクルト   | 9     | 7     | 0     | 0     | 0        | 3     | 1     | 0        | --          | .750  | 165   | 39.2     | 43       | 5           | 7        | 0     | 2        | 15       | 0     | 0        | 19    | 19       | 4.31     | 1.26    |
| 1998       | ヤクルト   | 31    | 1     | 0     | 0     | 0        | 3     | 2     | 0        | --          | .600  | 204   | 46.1     | 54       | 7           | 19       | 1     | 2        | 21       | 2     | 0        | 26    | 20       | 3.88     | 1.58    |
| 通算：12年 | 通算：12年 | 325   | 160   | 27    | 5     | 6        | 87    | 76    | 21       | --          | .534  | 5536  | 1289.1   | 1356     | 157         | 408      | 30    | 46       | 632      | 14    | 1        | 638   | 574      | 4.01     | 1.37    |

- 各年度の太字はリーグ最高

### タイトル
- 最多勝利：1回（1988年）※規定投球回未到達の選手が獲得するのは史上初（他は下柳剛、石川柊太）

### 表彰
- カムバック賞（1992年）
- 月間MVP：1回（投手部門：1993年9月）

### 記録
初記録
- 初登板：1986年4月6日、対読売ジャイアンツ3回戦（後楽園球場）、7回裏一死に2番手で救援登板・完了、1回2/3を2失点で敗戦投手
- 初奪三振：同上、8回裏に有田修三から
- 初先発：1986年4月29日、対阪神タイガース4回戦（阪神甲子園球場）、4回0/3を2失点で敗戦投手
- 初勝利・初先発勝利：1986年5月21日、対阪神タイガース9回戦（阪神甲子園球場）、5回2失点
- 初完投勝利：1986年7月4日、対中日ドラゴンズ13回戦（浜松球場）、9回2失点
- 初完封勝利：1987年6月28日、対中日ドラゴンズ8回戦（明治神宮野球場）
- 初セーブ：1988年4月8日、対読売ジャイアンツ1回戦（東京ドーム）、7回裏に2番手で救援登板・完了、3回無失点
- 初本塁打：1994年4月14日、対広島東洋カープ2回戦（広島市民球場）、望月秀通からソロ本塁打

節目の記録
- 1000投球回：1994年9月4日、対広島東洋カープ23回戦（広島市民球場）、1回裏三死目に達成 ※史上257人目

その他の記録
- オールスターゲーム出場：1回（1988年）
- 規定投球回数未到達での最多勝 ※史上初

### 背番号
- 18（1986年 - 1998年）
- 72（1999年 - 2007年）
- 92（2011年 - 2015年）